# EUREKA 147
Eureka 147 es un protocolo de comunicaciones para radio digital.
Este proyecto pretende que radiodifusores, proveedores de redes, fabricantes de equipos, profesionales y administraciones establezcan las bases para lograr implementar un sistema de recepción móvil o estático con calidad de sonido CD en un entorno de propagación donde las interferencias y los ecos multipath sean suprimidos.
Es un formato representado por un consorcio europeo integrado por fabricantes de equipos y radiodifusoras mayoritariamente estatales, cuyo propósito fundamental es crear un estándar para la radiodifusión digital.
Eureka 147 es más comúnmente conocido como DAB (Digital Audio Broadcasting). Este término también se le puede aplicar a otros métodos como IBOC y IBAC. 

## Historia
Eureka 147 fue creado como estándar europeo del DAB. Su funcionamiento se inició en el Reino Unido en el 1995 y en Suecia, más tarde Alemania y otros países europeos. En España la primera recepción en DAB fue en el 1996 en Santander. Más tarde, el mismo año se hizo en Navarra. Y un mes después, se realizó la primera experiencia en DAB en Cataluña. Hoy en día en España hay un foro en el que se reflexiona sobre la implantación del DAB en este país.

## Lugares donde opera
Este consorcio en la actualidad se encuentra operando en países europeos y además está en pruebas o transmisión preoperativa en más de 10 países de Europa y Asia, incluidas China y la India. Los porcentajes de cobertura en estos países europeos son: Bélgica (98%), Francia (25%), Alemania (91%), Italia (68%), España (20%), Suecia (35%) y Reino Unido (94%).
Dentro del consorcio Eureka 147 hay empresas e institutos de investigación de los principales países del primer mundo, con una mayoría de empresas japonesas y alemanas. Tras ser recomendado este estándar por diferentes organizaciones como el Comité Técnico de la Unión de Radiodifusión y la Unión Internacional de Telecomunicaciones (ITU) en los años 1993 y 1994 respectivamente, el proyecto europeo Eureka-147 ha sido ya aceptado hasta en Canadá, país que llevaba experimentando mucho en el campo de la radio digital.

## Bandas de frecuencias donde opera
Eureka 147 trabaja normalmente en sus transmisiones en la banda L, más específicamente desde 1452 hasta 1492 MHz, pero también puede operar en las bandas VHF y UHF aunque no en todos los países. La señal de radio va por multiplexación y es compartida por diferentes estaciones de radio. La señal recibida es descodificada por el aparato receptor. Al operar en la banda L, este sistema ha traído algunas reservas en los Estados Unidos, pues esta es la banda en la que operan los sistemas de radiocomunicación de los aeropuertos y podría producir interferencias.

## Calidad
En el transcurso de estos años la calidad del sonido en equipos reproductores ha mejorado, el disco compacto ha sido uno de ellos, alcanzando una alta calidad. Los promotores del Estándar Eureka 147 afirman que este posee una calidad muy cercana a la que se puede conseguir con el disco compacto. Eureka 147 supera en recepción y en calidad a otros sistemas como el IBOC y a los sistemas de radio satelital. Pero este sistema implica un problema serio para los países en los que la radio es mayoritariamente privada, ya que la implantación de Eureka 147 supondría la creación de más emisoras, y estas conseguirían una mayor calidad de sonido, cosa que captaría más oyentes dejando a las otras atrás.

## Ventajas y nuevas facilidades con respecto a la radio analógica
La radio digital no es lo mismo que la analógica. Esto es fácil de ver, pero puede suponer el cambio más radical introducido en la radiodifusión desde los años 1950, cuando se introdujo la VHF-FM. La radiodifusión digital comporta una tecnología completamente diferente de la radio analógica, y una de las ventajas más destacadas que aporta es la de transmisión de audio y datos simultáneamente. Aunque el concepto de radio para mucha gente implique que solo se oye, la radio digital, aparte de oírse, se podrá ver información complementaria como: autor y nombre de la canción que se está reproduciendo en ese momento, alguna imagen, información meteorológica... También, la implantación de este sistema aporta una mayor calidad en la recepción fija o en movimiento y una posibilidad de aumentar el número de programas sin disminuir prácticamente la calidad.

## Servicios
El servicio más destacado es la información complementaría que se obtiene a través de las pantallas que incorporan los receptores de Eureka 147. Esta información puede consistir en videos, textos, gráficos, fotos... Según lo que quiera transmitir en cada momento la emisora de radio digital. Además, se está desarrollando una tarjeta para computadoras que permitirá al oyente interactuar con la emisora a través de Internet.

## Aparatos receptores
Los modelos de receptores de radiodifusión digital para el hogar, coche o ordenador han estado en el mercado desde el 1999. Estos llevan una pantalla de cristal líquido en la que se puede ver la información que se envíe desde la emisora. Los precios de estos receptores eran caros al principio, pero, como la mayoría de las tecnologías, con el tiempo sus precios han descendido. Dichos precios varían de un país a otro. En España y Francia estos receptores pueden ser pedidos y recibidos bajo encargo.